# Burg Weißenburg (Pielachtal)
Die Burg Weißenburg ist eine mittelalterliche Burg und befindet sich beim Ort Weißenburg, in der Weißenburggegend im Gemeindegebiet von Frankenfels, Bezirk St. Pölten in Niederösterreich.

## Lage
Die Felsenburg liegt im oberen Pielachtal, südwestlich von Kirchberg an der Pielach auf einem schiffförmigen, hellen Kalkfelsen, dem sie auch ihren Namen verdankt und ist auf zwei Seiten von den Gewässern Pielach und Weißenbach umflossen. Am östlichen Fuß des Burgberges mündet der Weißenbach in die Pielach. Die Burganlage ist über einen Halsgraben von nördlicher Seite erreichbar.

## Geschichte

### Mittelalter und Neuzeit

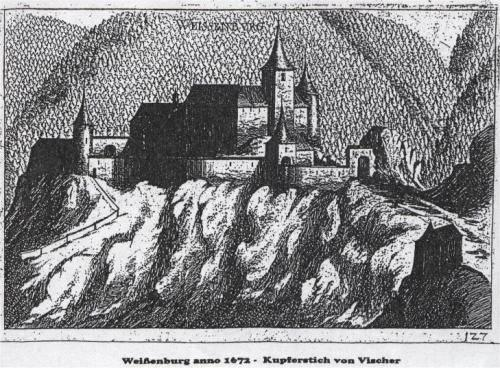
Kupferstich von Georg Matthäus Vischer, 1672

Auf Grund der strategisch günstigen Lage dürfte der Burgfelsen bereits im frühen Mittelalter befestigt gewesen sein. Vom so genannten Weissenberg hatte man Kontrolle über das Pielachtal Richtung Schwarzenbach an der Pielach und über das Nattertal Richtung Frankenfels.
Die Geschichte der Weißenburg lässt sich bis in das 12. Jahrhundert urkundlich nachweisen, die Gründung dürfte aber einige Jahrhunderte früher gewesen sein. Als erste Besitzer sind die Rabensteiner, ein Zweig der Staufer (Hohenstaufen), die sich seit dem 13. Jahrhundert Weißenburger nannten, auf dem hohen Felsen an der Mündung des Weißenbaches in die Pielach nachweisbar. Wichard bzw. Weichard I. auf Burg Rabenstein südwestlich von St. Pölten in Niederösterreich, der sich von Hohenstauf nannte, besaß schon vor 1230 landesfürstliche Lehen in Frankenfels, und 1267 nannte sich ein Zweig der Rabensteiner bereits nach Weizzenberg (Weissenberg). Aus dieser Familie stammt auch Marquard von Weizzenberg, 1316 bis 1323 Abt von Stift Göttweig.
Der letzte Weissenberger, Leopold, dürfte zwischen 1365 und 1381 verstorben sein. Sein Erbe war zwischen den Familien Liechtenstein, Pottendorf und Wallsee umstritten. Zwar bestätigte 1382 der Bischof dem Grafen Heinrich von Rauchenstein das Patronatsrecht der neugestifteten Burgkapelle, doch entschied Herzog Albrecht II. 1388, dass ein Drittel der Burg Hans von Liechtenstein und zwei Drittel Friedrich und Albrecht von Pottendorf zustehen. Da nur ein Drittel der Burg landesfürstliches Lehen und der Rest freies Eigen war, wurden die Eigentumsverhältnisse im 15. Jahrhundert etwas unübersichtlich. 1494 hatten die Herren von Kling die Burg in ihrem alleinigen Besitz. Nach 1526 kam Weissenberg an die Losensteiner auf der Schallaburg, nach denen 1592 die Südtiroler Ritter von Concin Besitzer waren.
Bei den erfolglosen Bauernaufständen in Niederösterreich gegen das Verwaltungssystem der Grundherrschaften Ende des 16. Jahrhunderts, an dem auch der Wirt Christian Haller in Puchenstuben maßgeblich beteiligt war, wirkte die Burg als Verteidigungsanlage der Feudalzeit.
1613 fiel die Grundherrschaft an Sigmund von Malenthein zu Plankenstein und 1635 an die Grafen von Tattenbach. Um 1648 wurde unter Gotthard Graf von Tattenbach die Burg größer ausgebaut. Ein Steinwappen und eine Inschrift weisen darauf hin. Er verkaufte die Burg 1655 an Johann Baptist Freiherr von Kunitz. Dieser vereinigte Weissenberg mit seinem Besitz Kirchberg an der Pielach und konzentrierte dort die Verwaltung. Beim Großen Türkenkrieg von 1683 fanden etwa 300 Bewohner der Umgebung Schutz vor den osmanischen Streifscharen, die das obere Pielachtal verwüsteten. Mit der Vertreibung der Türken aus Mitteleuropa wurde die Burg jedoch ihre militärische Bedeutung los und wurde verlassen.
1751 kaufte Freiherr Johann Georg von Grechtler die Herrschaften Weißenburg, Kirchberg an der Pielach, Tradigist, Mainburg und Salau und wurde mit dem Kauf der Herrschaften Friedau und Rabenstein an der Pielach Großgrundbesitzer im oberen Pielachtal. Nach seinem Tod 1780 erbte sein Sohn Freiherr Georg Anton von Grechtler den gesamten Besitz.

### Verfall

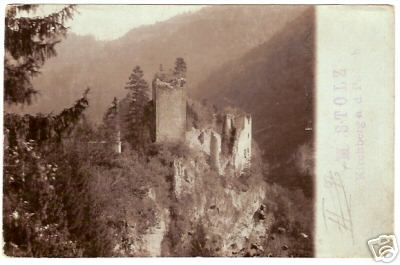
Die Weißenburg, um 1900 noch als Ruine, fotografiert vom Annakreuz

Im Zuge der Dachsteuer und der dadurch großen Belastung der Besitzer, wurden um 1790 sämtliche Dächer der Weißenburg abgetragen. Dies bewirkte einen raschen Verfall der Burg.
Ein anderer Grund dürfte der Umstand sein, dass die größten Teile des oberen Pielachtals in dieser Zeit ein Herrschaftsgebiet waren und andere Herrschaftsbauten, wie Schloss Fridau oder das Schloss in Kirchberg an der Pielach zu dieser Zeit mehr Komfort geboten haben.
Weitere Bedeutung verlor die Weißenburg bei dem Ende der Erbuntertänigkeit und der Bauernbefreiung des Revolutionsjahres 1848, als die größten Teile des Herrschaftsgebietes bäuerliches Eigentum wurden. Bis 1932 blieben die Eigentümer von Weißenburg und Kirchberg an der Pielach identisch.
Da nach 1938 Fürst Philipp Salm-Horstmar, dem Schloss Coesfeld in Westfalen gehörte, Besitzer von Weißenburg wurde, betrachtete die russische Besatzungsmacht nach dem Zweiten Weltkrieg (1939–1945) in Österreich die Ruine als deutsches Eigentum, so dass sie erst nach dem Österreichischen Staatsvertrag 1955 an den Vorbesitzer zurückgegeben wurde. Dieser verkaufte sie an die Österreichischen Bundesforste.

### Wiederaufbau und heutige Nutzung

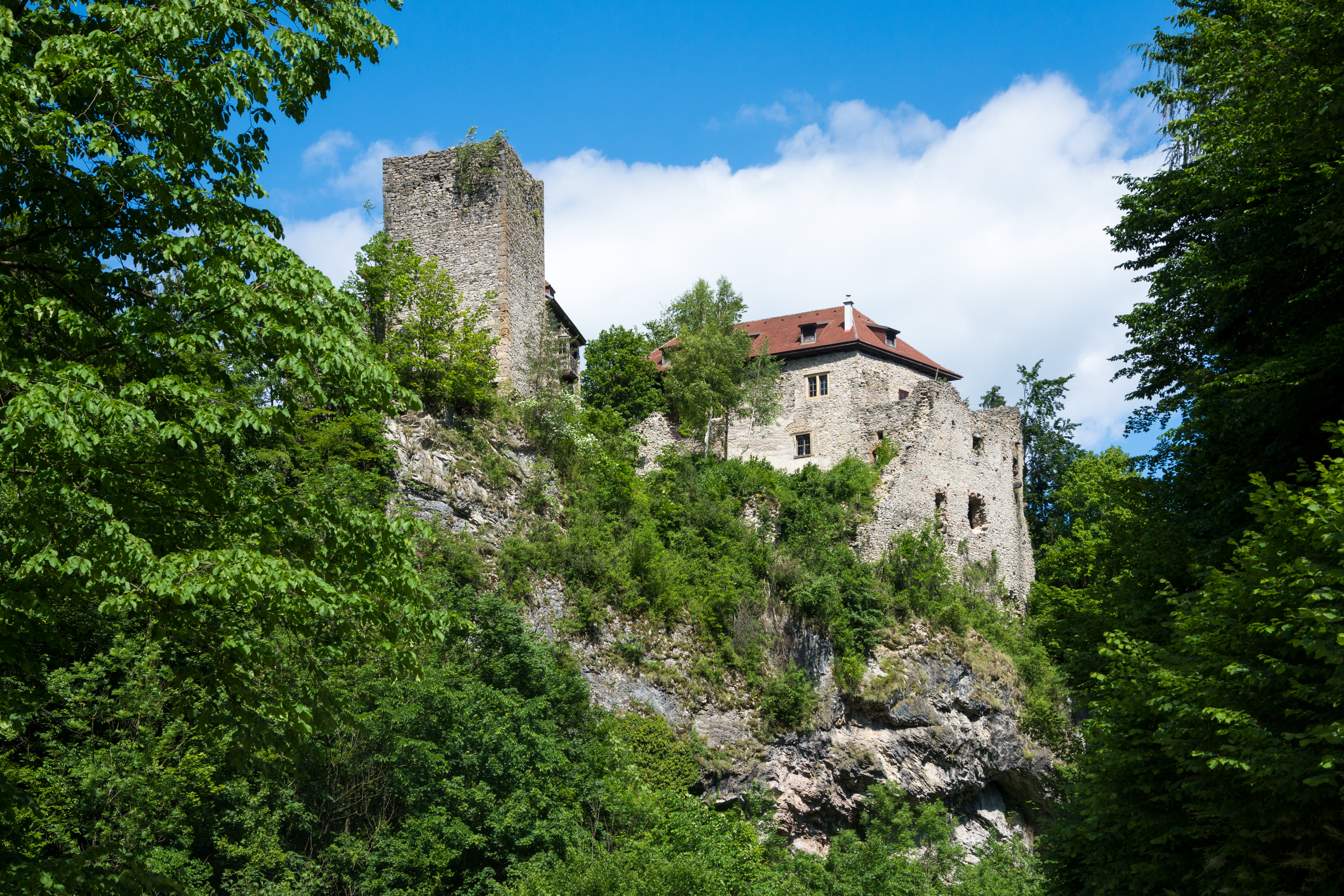
Burg Weißenburg von der B 39 aus gesehen

Seit 1975 ist die Weißenburg im Privatbesitz zweier Familien (Zapotocky und Steiger). Seither wird sie renoviert und vor dem Verfall geschützt. Man begann zunächst mit der Freilegung der Mauern. Die Arbeiten dauerten mehrere Jahre, nicht zuletzt weil bis auf wenige Ausnahmen ohne Baumaschinen gegraben wurde. Die Schuttkegel waren teilweise bis zu vier Meter hoch. Das erste wieder bewohnbare Gebäude war der Torturm, hinter dem sich die Anlage befindet. Einige Jahre später wurden die Renovierungsarbeiten am Westtrakt des Palas fertiggestellt. Als Ergänzung wurde in den darauffolgenden Jahren die Anbindung an den Bergfried wiederaufgebaut.
Ab Mitte der 1990er Jahre begannen die Arbeiten an der Burgkapelle. Der Turm und die Sakristei wurden wieder hergestellt, wobei letztere ein Sakralraum ist. Der Hauptteil der Kapelle stürzte im 20. Jahrhundert ins Tal, da dessen Südmauer zu knapp an der Felskante stand. Seit 2007 wird dieser Teil ausgegraben, da darunter eine Krypta vermutet wird. Die Kapelle wurde im Jahr 2000 wieder geweiht. Das derzeitige Großprojekt ist der Südtrakt des Palas, in dem bereits ein großer Festsaal und ein teilweise in den Fels gehauener Keller renoviert und wieder benutzbar gemacht wurden. Im Jahr 2000 wurde die Burgkapelle zum Heiligen Johannes des Täufers von seiner Eminenz Franz Kardinal König eingeweiht.
Jährlich im September findet auf der Burg seit 1989 Das Frankenfelser Burggespräch statt – eine Kulturveranstaltung der Gemeinde unter der Federführung von Bernhard Gamsjäger, die sich vor allem mit dem lokalen Brauchtum und Besonderheiten der Gegend auseinandersetzt.
Bis heute besitzt die Burg eine autonome Versorgung. Wasser kommt aus einem eigenen Brunnen, Strom wird durch ein Dieselaggregat erzeugt. Solaranlagen ergänzen das Beleuchtungssystem. Die Inneneinrichtung ist im „alten“ Stil gehalten, Holzvertäfelungen, Kassettendecken und historische Gegenstände zieren viele Wohnräume. Im Winter werden diese durch zahlreiche Kamine geheizt. Ein Großteil der Möbel wurde von den jetzigen Burgbesitzern selbst gezimmert, darunter auch die in der Burgkapelle stehende Orgel.

## Übersicht der Anlage
Durch den im Westen gelegenen Torturm gelangt man von der Weißenbacher Seite in die etwa 3700 m² große Burganlage. Im Osten befand sich ein heute fast verschwundener zweiter kleiner Eingang.
Der Haupteingang führt durch den Zwinger, der vom Bergfried und älteren Teilen des Palas überragt wird, in die eigentliche Burg. Eine Toranlage aus rotem Marmor trennt die äußere Burg von der Hochburg. Hinter dem Tor befindet sich der Turm der ehemaligen Burgkapelle. Von der Kapelle sind nur mehr einige Mauerteile mit gotischen Fenstern im nördlichen Teil erhalten, der Rest stürzte im 19. Jahrhundert in die Pielach. Ein Teil des Burghofes ist unterkellert und wurde teilweise als Zisterne verwendet. Im Norden und Süden liegen die stark verfallenen Wirtschaftstrakte.
Der Palas und der Bergfried bilden den Kern der Burg. Hier befinden sich der große Rittersaal und der Wohnbereich. Der Bergfried bildet mit seinen bis zu drei Meter dicken Mauern den höchsten und auch älteren Teil der Anlage. Der obere Teil diente als Wehrplattform, der untere als Gefängnis. Trotz des schwierigen Geländes wurde der Bergfried exakt nach den Himmelsrichtungen ausgerichtet.

### Die Weißenburg als Namensgeber
In den 1980er-Jahren wurde in der Tiefgrabenrotte eine Siedlung errichtet. Dieser Ortsteil wurde mit Weißenburg bezeichnet, obwohl er rund einen Kilometer von der eigentlichen dörflichen Häuseragglomeration in der Weißenburggegend entfernt ist. Am 1. Jänner 2017 wurde aus der anfangs unter Filiale Weißenburg und später unter Feuerwache Weißenburg geführte Einheit der Freiwilligen Feuerwehr Frankenfels die am 7. Mai 2017 neu gegründete Freiwillige Feuerwehr Weißenburg.

## Nachweise
- Franz Xaver Schweickhardt: Darstellung des Erzherzogthums Österreich unter der Ens, … 7. Band: Viertel Ober-Wienerwald. Wien 1837, Kapitel Herrschaft Kirchberg: Weissenburg. S. 21–26 (Text online, archive.org).
- Bernhard Gamsjäger: Frankenfelser Häuserbuch. Frankenfels 1987.
- Martina und Georg Steiger: Weißenburg an der Pielach (Folder). Frankenfels 1995.
- Bernhard Gamsjäger, Ernst Langthaler: Das Frankenfelser Buch, Frankenfels 1997.
- Heinz Palt: Heimatbuch der Marktgemeinde Kirchberg an der Pielach. Kirchberg an der Pielach 1976.
- Weißenburg (Memento vom 19. Juli 2012 im Internet Archive) Website der Marktgemeinde Frankenfels
- Weissenberg/Pielach (Weissenburg). In: burgen-austria.com. Martin Hammerl
- Burgruine Weißenburg. auf wehrbauten.at